# NGC 3781
NGC 3781 is een lensvormig sterrenstelsel in het sterrenbeeld Leeuw. Het hemelobject werd op 28 april 1881 ontdekt door de Franse astronoom Édouard Jean-Marie Stephan.

## Synoniemen
- MCG 5-28-4
- ZWG 157.5
- PGC 36104